# Vas capilar
Vasele capilare sunt cele mai mici vase sangvine din sistemul circulator. Având grosimea de o singură celulă, ele realizează schimbul de substanțe dintre sânge și țesuturi. În diametru au circa 5-10 μm. Contactul dintre capilare și vene sau artere nu se face direct, ci prin intermediul venulelor (între vene și capilare) și a arteriolelor (între artere și capilare).

## Structură
Pereții capilarelor constau dintr-un singur strat de celule endoteliale. Grosimea acestui strat este atât de mică încât permite trecerea metabolismului între fluidul tisular și plasma sanguină prin pereții capilarelor. Produsele formate ca urmare a activității vitale a organismului (cum ar fi dioxidul de carbon și ureea) pot de asemenea să treacă prin pereții capilare pentru a le transporta la locul de excreție din corp. Permeabilitatea peretelui capilar este influențată de citokine. Pereții capilarelor sunt foarte permeabili pentru toate substanțele moleculare dizolvate în plasma sanguină. 
Suprafața totală a secțiunii transversale a capilarelor umane este de 50 m², care este de 25 de ori mai mare decât suprafața corpului, având în total 100-160 de miliarde de capilare. Lungimea totală a capilarelor adultului mediu este de aproximativ 100.000 km.

## Tipuri

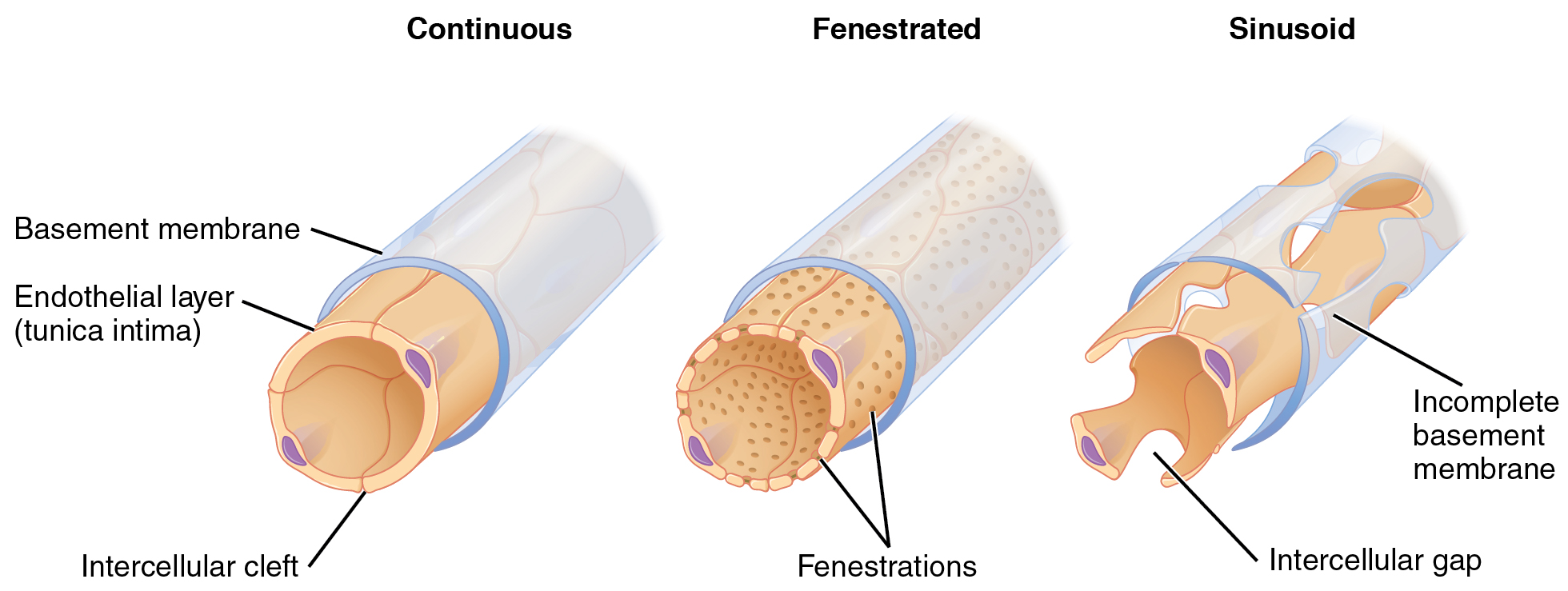
Prezentarea celor trei tipuri de capilare. Tipul fenestrat în centru prezintă fenestrații; tipul sinusoidal din dreapta prezintă goluri intercelulare și o membrană de bază incompletă.

Există trei tipuri de capilare:

### Capilare continue
Compușii intercelulari din acest tip de capilare sunt foarte denși, ceea ce permite difuzarea numai a moleculelor mici și a ionilor.

### Capilare fenestrate
În peretele lor există lacune pentru penetrarea moleculelor mari. Capilarele fenestrate se găsesc în intestine, glandele endocrine și alte organe interne (rinichi), unde există un transport intensiv de substanțe între sânge și țesuturile înconjurătoare.

### Capilare sinusoidale (sinusoide)
În peretele acestor capilare există fisuri (sinusuri), a căror dimensiune este suficientă pentru a ieși din lumenul capilar al eritrocitelor și al moleculelor mari de proteine. Capilarele sinusoidale se găsesc în ficat, în țesutul limfoid, în organele endocrine și în sânge, cum ar fi măduva osoasă și splina. Sinusoidele din lobulele hepatice conțin celule Kupffer, capabile să capteze și să distrugă corpurile străine.

## Funcție
Funcția capilarului este transferul de substanțe nutritive, substanțe de semnalizare (hormoni) și alți compuși. În unele cazuri, moleculele mari pot fi prea mari pentru difuzie prin endoteliu, iar mecanismele pentru endocitoză și exocitoză sunt folosite pentru a le transfera. În mecanismul răspunsului imun, celulele endoteliale expun moleculele receptorilor pe suprafața lor, restrâng celulele imune și ajută tranziția lor ulterioară în spațiul extravascular la focalizarea infecției sau a altor daune.

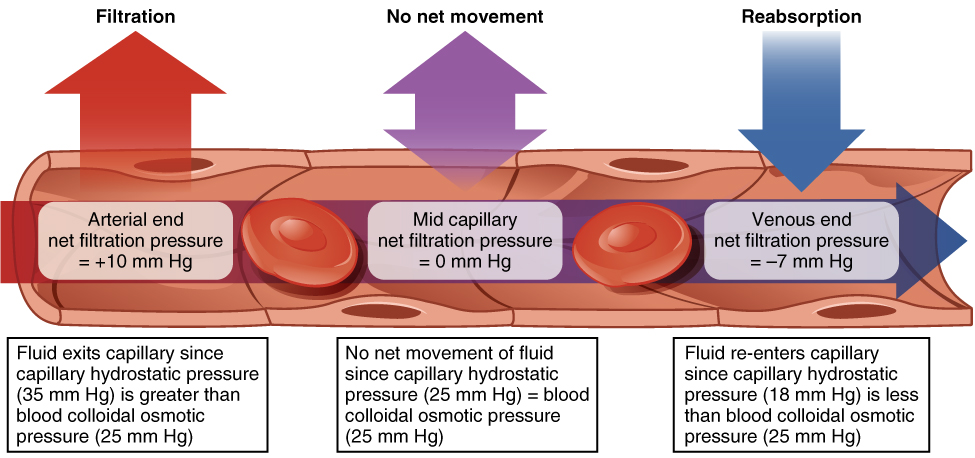
Depiction of the filtration and reabsorption present in capillaries.

Ecuația Starling definește forțele pe o membrană semipermeabilă și permite calcularea fluxului net:
{\displaystyle \ J_{v}=K_{f}([P_{c}-P_{i}]-\sigma [\pi _{c}-\pi _{i}])}
unde:
- {\displaystyle ([P_{c}-P_{i}]-\sigma [\pi _{c}-\pi _{i}])} este forța motrice netă,
- {\displaystyle K_{f}} este constanta proporționalității și
- {\displaystyle J_{v}} este mișcarea netă a fluidului dintre compartimente.

Prin convenție, forța exterioară este definită ca fiind pozitivă, iar forța interioară este definită ca fiind negativă. Soluția la ecuație este cunoscută sub denumirea de filtrare netă sau mișcare netă de fluid (Jv). Dacă este pozitiv, fluidul va avea tendința de a părăsi capilarea (filtrarea). Dacă este negativă, fluidul va avea tendința de a intra în capilar (absorbție). Această ecuație are o serie de implicații fiziologice importante, în special atunci când procesele patologice modifică grav una sau mai multe variabile.

## Variabile
Conform ecuației lui Starling, mișcarea fluidului depinde de șase variabile:
1. Presiunea hidrostatică capilară ( Pc )
2. Presiunea hidrostatică interstițială ( Pi )
3. Presiune coloidosmotică ( πc )
4. Presiunea oncotică interstițială ( πi )
5. Coeficientul de filtrare ( Kf )
6. Coeficient de reflecție ( σ )